# Piana dell'Ararat

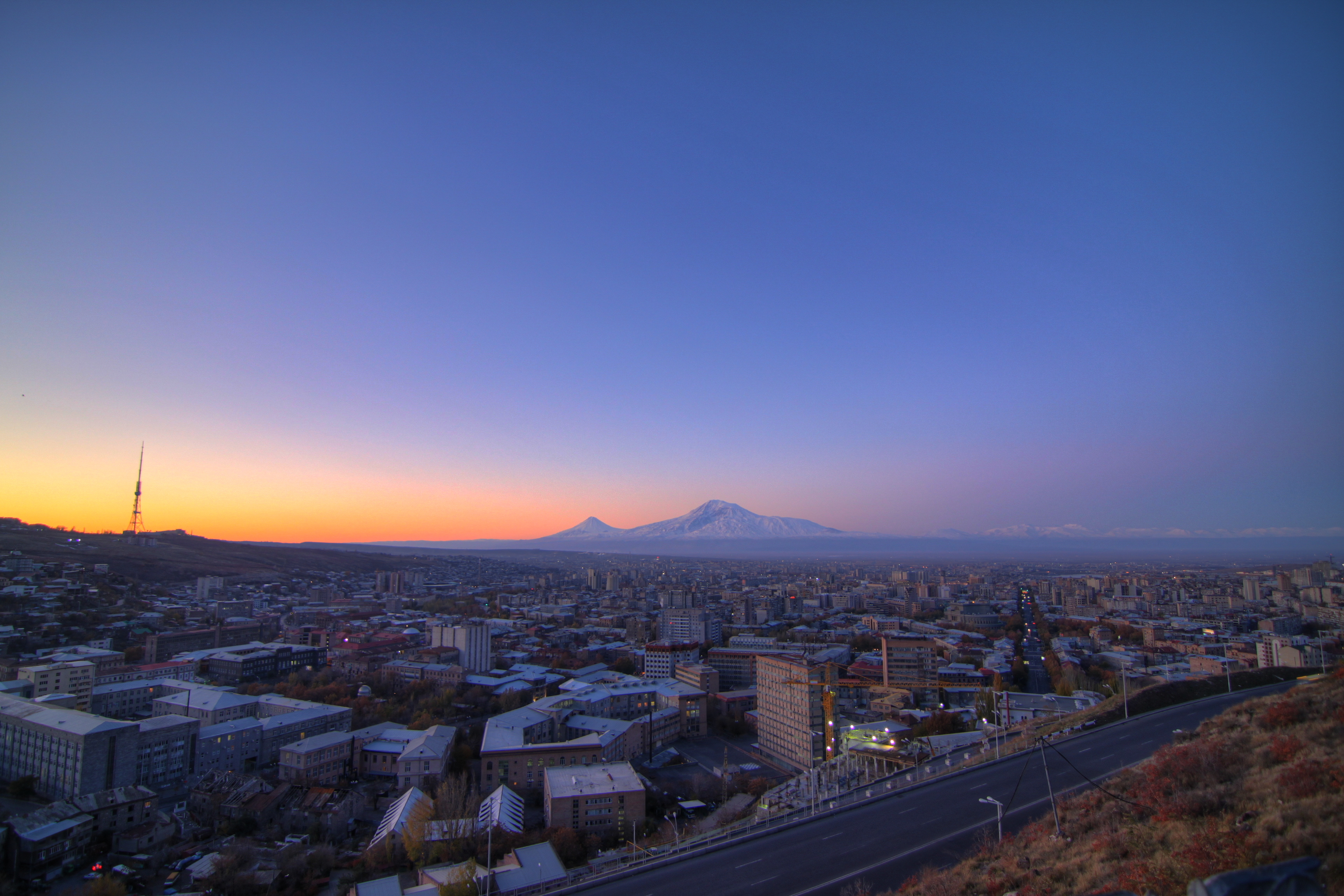
Veduta della piana dell'Ararat da Yerevan.

La piana dell'Ararat (in armeno Արարատյան դաշտ?, Araratyan dašt) è una delle più estese dell'altopiano armeno. Si allunga a ovest del bacino di Sevan, ai piedi dei monti Geghama. A nord, la pianura confina con il monte Aragats, mentre il monte Ararat la delimita a sud. È suddivisa in due sezioni dal fiume Aras: la parte settentrionale è situata in Armenia, quella meridionale in Turchia.

## Etimologia
Lo storico armeno medioevale Mosè di Corene annotò nella sua Storia dell'Armenia che la piana dell'Ararat deve il nome al re Ara il Bello, pronipote di Amasya.

## Clima
Il cielo che sovrasta la piana dell'Ararat e il bacino di Sevan è quasi sempre molto sereno e queste due aree sono le più soleggiate dell'Armenia, ricevendo circa 2700 ore di sole all'anno. Le ore di sole diminuiscono nelle zone di foresta a medie altitudini (circa 2000 ore). Ai piedi dei monti, è raro avere una giornata non serena tra i mesi di giugno e ottobre.

## Agricoltura
La piana dell'Ararat ricopre un'area pari al 4% della superficie totale dell'Armenia, ma produce il 40% della produzione agricola dell'intero Paese.

## Galleria d'immagini

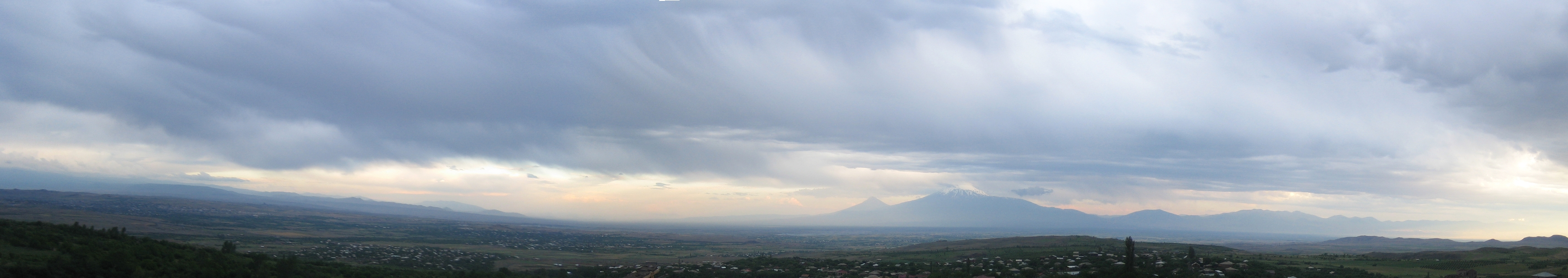
Panorama della piana dell'Ararat vista da Dzorap (Armenia).

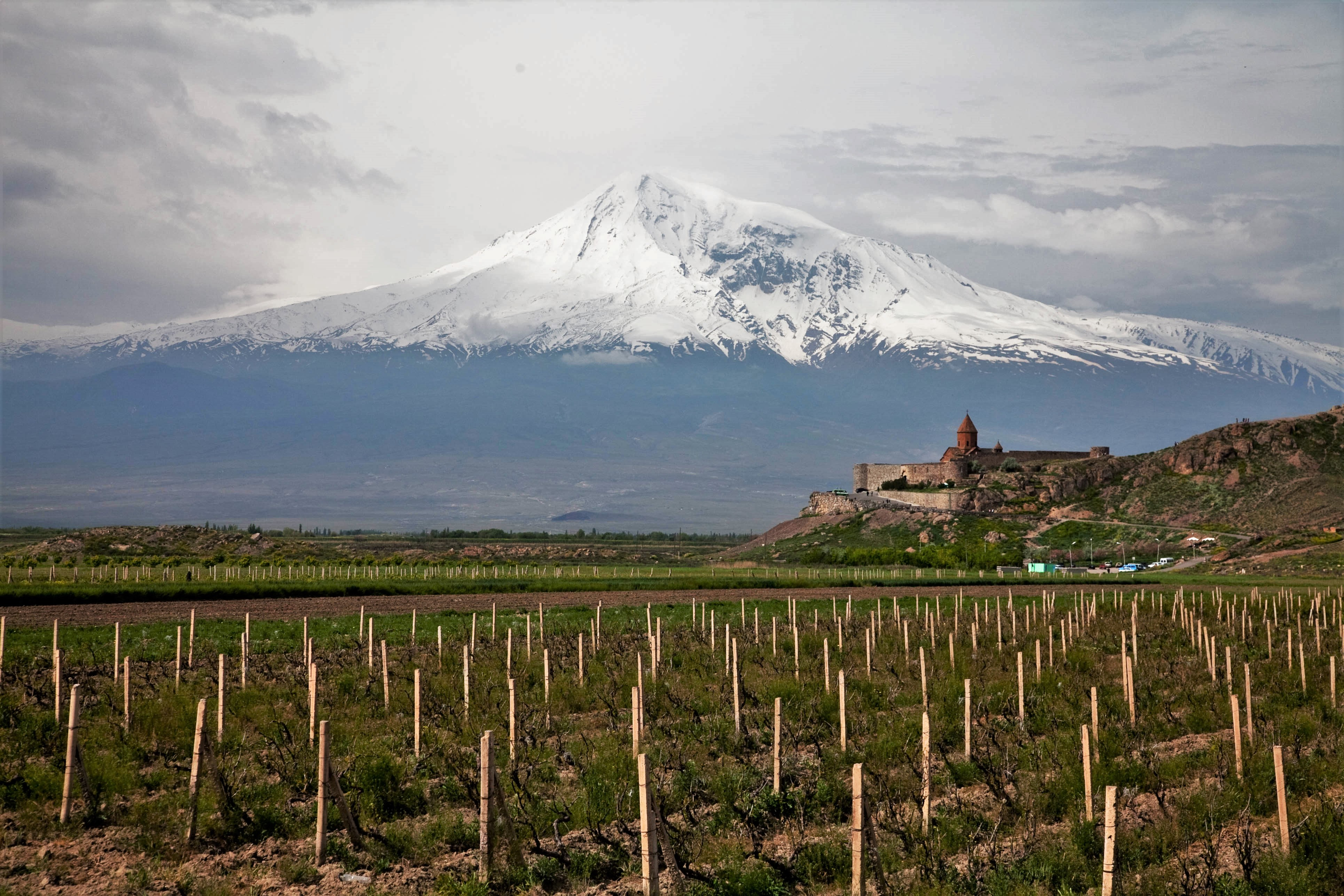
Monastero di Khor Virap e Ararat (Armenia).
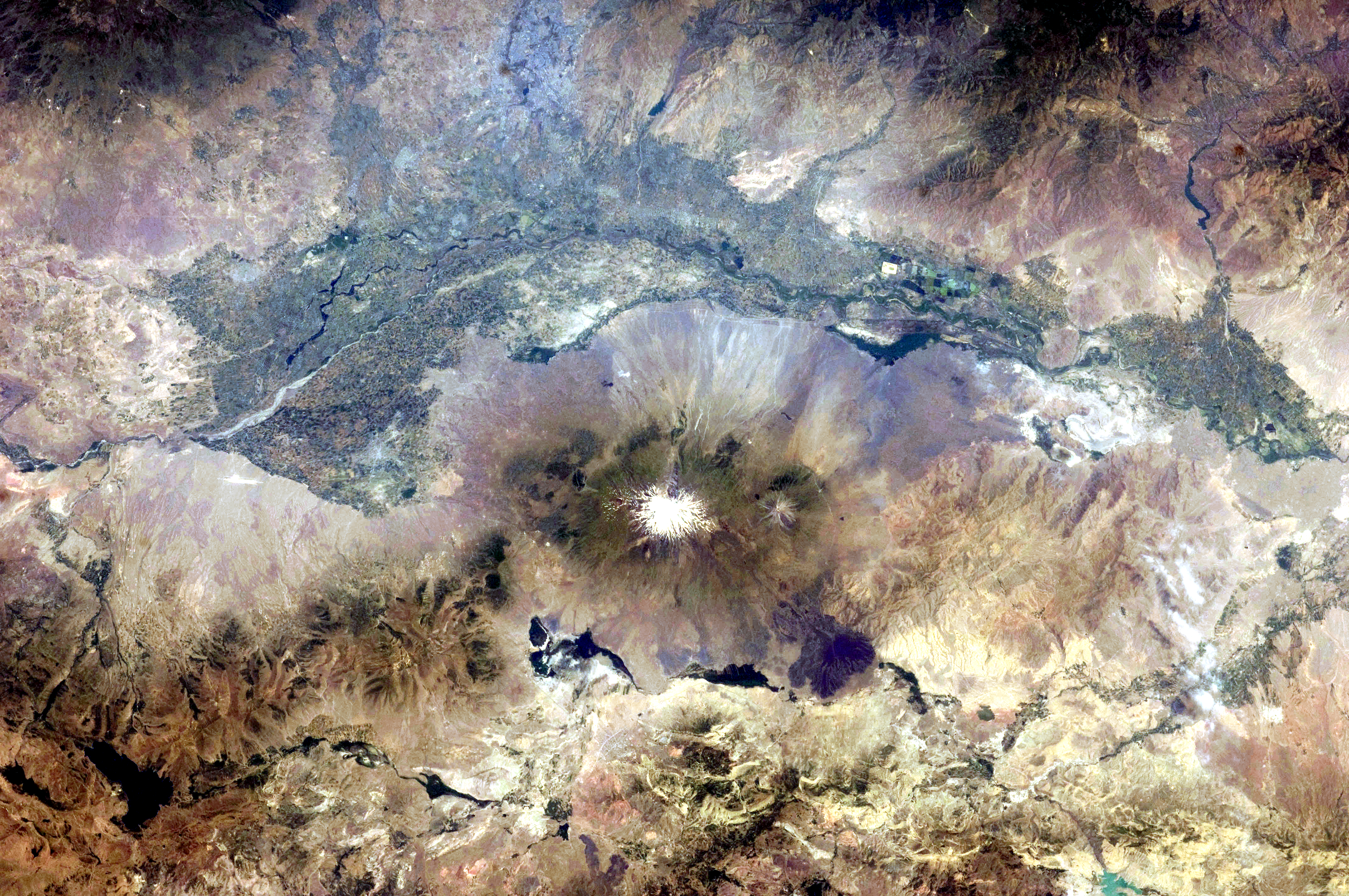
Immagine satellitare.